# The Murder Capital
The Murder Capital ist eine irische Rock-/Post-Punk-Band, die 2018 in Dublin gegründet wurde. Bandmitglieder sind James McGovern (Gesang), Damien Tuit (Gitarre), Cathal Roper (Gitarre), Gabriel Paschal Blake (Bass) und Diarmuid Brennan (Schlagzeug), die aus verschiedenen Teilen Irlands stammen. Frühere Mitglieder waren Matt Wilson und Morgan Wilson.

## Geschichte
Die Bandmitglieder lernten sich 2015 während ihres Studiums am BIMM Music College in Dublin kennen und wollten eine ganz besondere Art von Musik machen, was zu einer engen Freundschaft führte. 2018 gründeten sie ihr eigenes Label Human Season Records und 2019 veröffentlichten sie ihre ersten Singles.
Ihr Debütalbum When I Have Fears erschien im August 2019 und verarbeitet den Selbstmord eines engen Freundes der Band. Das zweite Studioalbum Gigi’s Recovery, produziert von Grammy-Preisträger John Congleton, erschien am 20. Januar 2023 und erreichte Platz 1 der irischen Album-Charts.

## Stil
Die Band ist bekannt für ihre dunkle, intensive und introspektive Musik, die sich mit Themen wie Verletzlichkeit, Selbstreflexion und emotionaler Aufruhr beschäftigt.
Die Band hat sich vom ursprünglichen Post-Punk entfernt und integriert zunehmend Pop-Einflüsse, Krautrock und elektronische Elemente in ihren Sound. Ihr 2023 veröffentlichter Song Heart in a Hole lässt auch Folk-Einflüsse erkennen.
In Bezug auf ihren Musikstil wird die Band mit historischen Szenegrößen wie Joy Division, The Smiths und Black Flag in Verbindung gebracht. Zudem wird ihr Stil als griffiger, melodischer Britrock im Stil der Nullerjahre beschrieben.

## Diskografie

### Studioalben
- When I Have Fears (2019)
- Gigi’s Recovery (2023)
- Blindness (2025)

### Singles
- Feeling Fades (2019)
- Green & Blue (2019)
- Don’t Cling to Life (2019)
- More Is Less (2019)
- Only Good Things (2022)
- A Thousand Lives (2022)
- Ethel (2022)
- Return My Head (2023)
- Heart in a Hole (2023)